# ANGEL TRIP
「ANGEL TRIP」（エンジェル・トリップ）は、日本のロックユニット、VAMPSの6枚目のシングル。2010年6月9日発売。発売元は主宰レーベル、VAMPROSE。

## 解説
前作「DEVIL SIDE」から約1ヶ月ぶりとなるシングルで、2ndアルバム『BEAST』の先行シングルとなっている。
本作の表題曲「ANGEL TRIP」は、夏の野外ライヴで映えるような軽快で爽やかなロックナンバーとなっている。この曲の歌詞は、これまでHYDEが綴ってきた歌詞と比べ、比喩表現を多用しておらず、ストレートな表現で多くが綴られている。HYDEはこの曲が収録されたアルバム『BEAST』に関するインタビューの中で、作詞作業を振り返り「ちょっと吹っ切れてる感じがするかな」「自分が、かなり恥ずかしいと思うくらいの歌詞を書かないと伝わらないんだなって。だから今回はちょっと踏み込んで」と語っている。また、HYDE曰く、制作当時に"死"について考えることが多かったことが作詞に影響しているといい、「この先死んだ後も何かあるかもしんないけど、とりあえず今死ぬ時にどういう感じだろうなっていうのをリアルに考えたら、こんな感じ。(中略）でも、若い子にはわからないと思う。この感じは。身の回りでも、そういう現実を突きつけられる瞬間が多かったしね」「（「ANGEL TRIP」の歌詞は）逆に悔いを残すなって感じだね」と語っている。なお、HYDEはこの曲のタイトルを決めた経緯について「シングルを2枚出すつもりで、最初に出来たのが「DEVIL SIDE」という雰囲気の曲だった。"それなら、次はANGELかな"と」と語っている。
カップリングには、2008年に公開された映画『デトロイト・メタル・シティ』の主題歌としてK.A.Zが提供した楽曲「SATSUGAI」（歌：冠徹弥）のカバー音源が収録されている。なお、このカバーではタイトルが「KYUKETSU -SATSUGAI VAMPS Ver.-」に変更されているうえ、歌詞も原曲から一部変更されている。
本作は、初回限定盤（CD＋DVD）と通常盤（CD）の2形態でリリースされている。初回盤には、表題曲のミュージック・ビデオとメイキング映像を収録したDVDが付属している。なお、通常盤には表紙デザインステッカーが封入されている。

## 収録曲
| #  | タイトル                           | 作詞 | 作曲  | 編曲  | 時間 |
| -- | ---------------------------------- | ---- | ----- | ----- | ---- |
| 1. | 「ANGEL TRIP」                     | HYDE | K.A.Z | VAMPS | 4:30 |
| 2. | 「KYUKETSU -SATSUGAI VAMPS Ver.-」 | HYDE | K.A.Z | VAMPS | 3:29 |

## 初回生産盤付属DVD
1. ANGEL TRIP
ディレクター：柿本ケンサク
2. ANGEL TRIP -MAKING-

## タイアップ
ANGEL TRIP
- TBS系番組『王様のブランチ』2010年6・7月度エンディングテーマ

## 参加ミュージシャン
ANGEL TRIP
- HYDE：Vocal
- K.A.Z：Guitar, Programming
  - Ju-ken：Bass
  - Arimatsu：Drums
  - 斉藤仁：Sythesizer Programming

## 収録アルバム
- 『BEAST』 (#1)
- 『SEX BLOOD ROCK N' ROLL』 (#1,全英語詞による再録バージョン)